# Janez Lenarčič
Janez Lenarčič (ur. 6 listopada 1967 w Lublanie) – słoweński dyplomata i urzędnik państwowy, sekretarz stanu w ministerstwie spraw zagranicznych, ambasador Słowenii, w latach 2008–2014 dyrektor Biura Instytucji Demokratycznych i Praw Człowieka, w latach 2019–2024 członek Komisji Europejskiej.

## Życiorys
Ukończył w 1992 studia z zakresu prawa międzynarodowego na Uniwersytecie Lublańskim. Od tegoż roku związany ze słoweńskim MSZ i służbą dyplomatyczną. W latach 1994–1999 pracował w stałym przedstawicielstwie przy Organizacji Narodów Zjednoczonych w Nowym Jorku, od 1996 jako pierwszy sekretarz. Od 1998 do 1999 był zastępcą reprezentanta Słowenii w Radzie Bezpieczeństwa ONZ. Po powrocie do kraju objął funkcję radcy, a w 2000 podsekretarza stanu w MSZ. W 2001 został podsekretarzem stanu, a w 2002 sekretarzem stanu w biurze premiera.
W latach 2003–2006 był ambasadorem Słowenii przy Organizacji Bezpieczeństwa i Współpracy w Europie, następnie do 2008 sekretarzem stanu ds. stosunków europejskich w słoweńskim rządzie. Od 2008 do 2014 kierował związanym z OBWE Biurem Instytucji Demokratycznych i Praw Człowieka. W 2014 Miro Cerar powołał go na sekretarza stanu w biurze premiera. W 2016 został stałym przedstawicielem Słowenii przy Unii Europejskiej.
W 2019 dołączył do Komisji Europejskiej kierowanej przez Ursulę von der Leyen (z kadencją od 1 grudnia tegoż roku) jako komisarz do spraw zarządzania kryzysowego. Funkcję tę sprawował do końca kadencji KE w 2024.

## Odznaczenia
- Oficer Legii Honorowej (Francja, 2009)[5]
- Krzyż Komandorski Orderu Zasługi Rzeczypospolitej Polskiej (Polska, 2014)[6]
- Order „Za zasługi” II klasy (Ukraina, 2022)[7]